# Слубиці (гміна, Плоцький повіт)
Гміна Слубіце (пол. Gmina Słubice) — сільська гміна у центральній Польщі. Належить до Плоцького повіту Мазовецького воєводства.
Станом на 31 грудня 2011 у гміні проживало 4599 осіб.

## Площа
Згідно з даними за 2007 рік площа гміни становила 94.47 км², у тому числі:
- орні землі: 76.00%
- ліси: 12.00%

Таким чином, площа гміни становить 5.25% площі повіту.

## Населення
Станом на 31 грудня 2011:
| Опис     | Загалом | Загалом | Чоловіки | Чоловіки | Жінки | Жінки |
| -------- | ------- | ------- | -------- | -------- | ----- | ----- |
| одиниця  | осіб    | %       | осіб     | %        | осіб  | %     |
| все      | 4599    | 100     | 2316     | 50.36    | 2283  | 49.64 |
| міське   | 0       | 100     | 0        |          | 0     |       |
| сільське | 4599    | 100     | 2316     | 50.36    | 2283  | 49.64 |

## Сусідні гміни
Гміна Слубиці межує з такими гмінами: Бодзанув, Ґомбін, Ілув, Мала Весь, Санники, Слупно.